# Platforma Argeșului
Platforma Argeșului, cunoscută și sub denumirea de Dealurile Argeșului este o subunitate fizico-geografică a podișului Getic, cuprinsă între văile Argeșelului la est și Argeșului la vest. Altitudinal scad de la nord către sud și de la vest către est. Aici se înregistrează cea mai mare înălțime din Podișul Getic (772 m).